# مارتا گاستینی
مارتا گاستینی (ایتالیایی: Marta Gastini؛ زاده ۲ اکتبر ۱۹۸۹) بازیگر ایتالیایی است.
از فیلم‌ها یا سریال‌های معروف او می‌توان به بازی در فیلم تشریفات مذهبی و نیک و شر اشاره کرد.